# Edimar Curitiba Fraga
Edimar Curitiba Fraga, meglio noto solo come Edimar (Cachoeiro de Itapemirim, 21 maggio 1986), è un calciatore brasiliano, difensore svincolato.

## Carriera
Ha iniziato la sua carriera nelle giovanili del Cruzeiro. Nel 2008 passa al Braga, in Portogallo, disputando soltanto tre presenze segnando anche un goal. Nel 2009 lo acquista il CFR Cluj, squadra blasonata in Romania. Nel 2011 passa allo Skoda Xanthī, nel campionato greco, disputando una buona stagione, scendendo in campo 25 volte e mettendo a segno anche due reti. Nel 2012 il Cluj, club proprietario del suo cartellino, lo manda in prestito ancora in Portogallo, questa volta al Rio Ave. Diventa il terzino titolare ed in due anni con la squadra portoghese arriva in finale di entrambe le coppe nazionali.

### Chievo
Il 28 giugno 2014 viene ufficializzato il suo passaggio al Chievo, club italiano con il quale firma un contratto di due anni. Esordisce con la maglia scaligera in occasione della partita persa 3-0 contro la Roma.

### Cordoba
Il 7 gennaio 2015 passa in prestito con diritto di riscatto al Córdoba.

### Prestito al Rio Ave
Il 19 agosto 2015, Edimar approda in Portogallo, venendo acquistato in prestito oneroso da 110.000 euro dal Rio Ave. L a sua esperienza portoghese non è poi così male, giocando da titolare 26 partite segnando una rete.

### Ritorno in patria
Il 5 luglio 2016, il Chievo lo cederà a titolo definitivo al Cruzeiro. Nella sua permanenza nel club, totalizzerà 20 presenze senza mai andare a segno.
Il 28 marzo 2017, firma per il San Paolo. In due anni nel club, verrà usato abbastanza sporadicamente, scendendo in campo per 35 volte senza mai segnare.
Il 25 aprile 2019, Edimar viene rilasciato dal San Paolo per firmare per il Bragantino con un contratto triennale. Il giocatore, fin da subito, si è trovato benissimo con compagni e tifoseria, dando una mano notevole alla squadra per la stagione 2020-2021. Il 12 agosto 2021, il club ha annunciato che il giocatore non rinnoverà fino al 2022, e che se ne andrà a fine stagione. Lascia il club dopo aver disputato 79 partite e segnato 4 reti.
Il 19 gennaio 2022, firma a titolo gratuito per il Vasco da Gama. Anche qui, continuerà a ripetere lo stato di forma che ha assunto con il Bragantino, giocando 48 partite e segnando una rete.
Il 17 aprile 2023, dopo la scadenza del contratto con il precedente club, si accasa al CRB.